# 第二專業
第二專業是台灣的一種特殊回流教育。最早是提供中等教師在職進修。全名為中等學校教師在職進修第二專長專門科目學分班。

## 概要
早年台灣的教師僅需專科畢業(師範學校)，即可進入國中小教書。後來隨著台灣九年一貫、轉型教育大學，師範大學，師專合併綜合大學(台東師範學校併入台東大學。廣設教育學程。
在職教師應學習多元專長，跟上時代進步。

## 學士後
學士後亦稱作第二專長。